# Krasznoarmejszkij járás (Tengermelléki határterület)

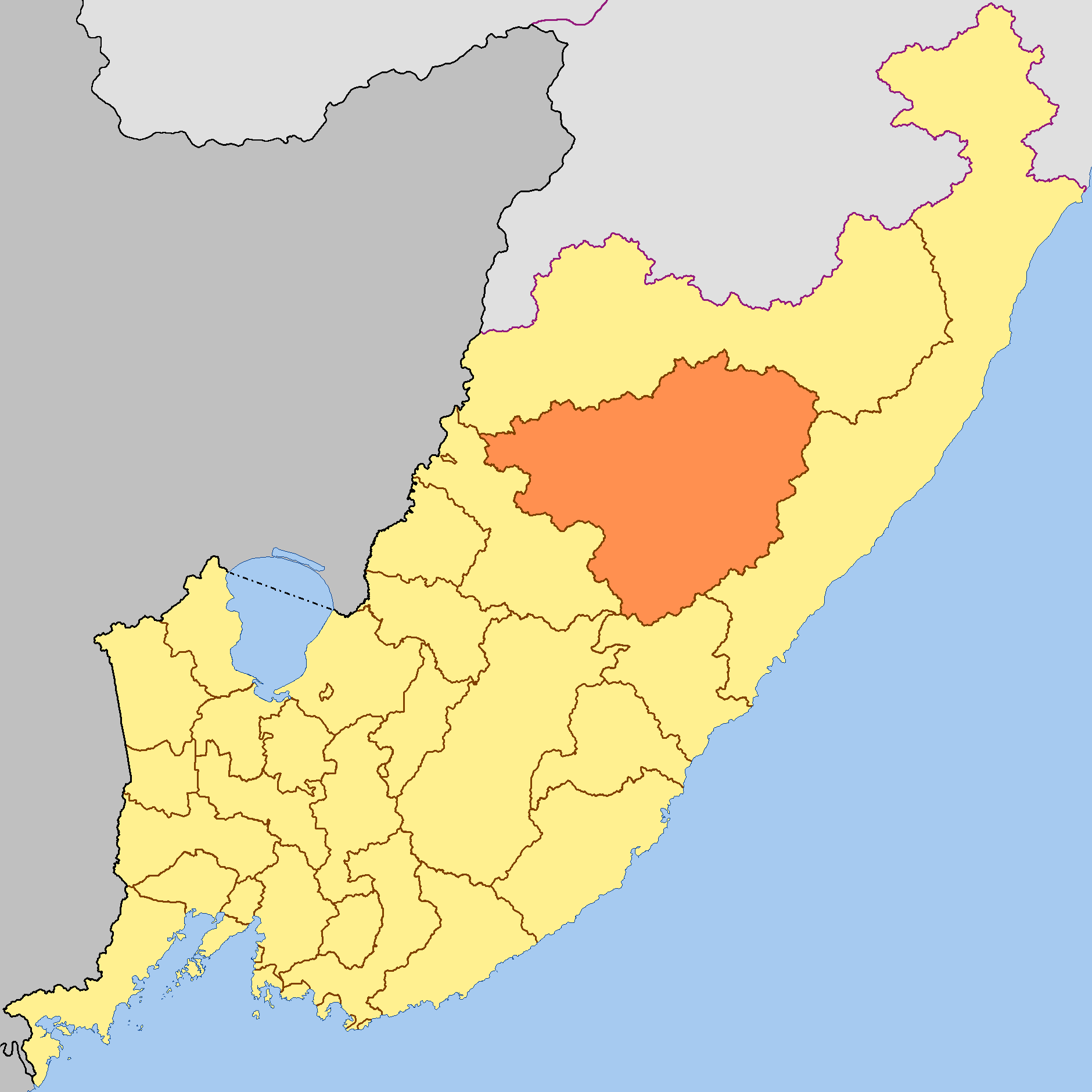
A Krasznoarmejszkiji járás a Tengermelléki határterületen

Krasznoarmejszkij járás (Красноармейский район) az oroszországi Tengermelléki határterület járása, annak északnyugati részén fekszik. Területe 20 678 km², lakossága 2001-ben 22,8 ezer fő volt, népsűrűsége 1,1 fő/km². A Tengermellék 2. legritkábban lakott járása. Székhelye Novopokrovka község. Területén 11 község és 1 városi jellegű település (Vosztok) található. Északról a Pozsarszkij járás, keletről a Tyernyeji, délről a Dalnyerecsenszki járás és a Dalnyegorszk határolja.

## Története
A járás keleti határát a Szihote-Aliny főgerince alkotja, a nyugat felé alacsonyodó, sűrű erdővel borított hegyvonulatok nagyrészt lakatlanok. A legtöbb település a Bolsaja Usszurka (Iman) völgyében található (Lukjanovka, Novopokrovka, Roscsino, Dalnyij Kut). A terület csak a 20. század elejétől fogva népesült be, az első települést, Lukjanovkát 1902-ben, Novopokrovkát 1903-ban alapították. A keleti területeket Vlagyimir Arszenyjev 1906-os expedíciója tárta fel. Mai nevét (a.m. Vörös Hadsereg járás) 1938-ban kapta, korábban a Posztisevszkij járás nevet viselte. 1961-ben fedezték fel értékes volfrámkészleteit, a felfedező 4 geológus ezért Lenin-díjat kapott.

## Népesség
- 1989-ben 27 555 lakosa volt.
- 2002-ben 20 820 lakosa volt.
- 2010-ben 18 539 lakosa volt.

## Gazdasága
Gazdasága korábban főként fakitermelésén alapult, amely ma is jelentős. Az 1970-es években a Dalnyaja völgyében elkezdték kitermelni a Tengermellék legjelentősebb volfrámkészleteit, ekkor létesítették Vosztokot is. A járás keleti részén, az Armu völgyében tekintélyes mennyiségű ólomérc található. Hagyományos az aranymosás a hegyi folyók völgyeiben. A Kolumba-folyó torkolatánál jelentős ásványvízforrás fakad.

## Látnivalók
A Krasznoarmejszkiji járásban a legfőbb látnivalót maga az érintetlen természet nyújtja. Összesen 3 nagyobb cédruserdő élvez védelmet. A Szihote-Alinyban meteoritkráterek találhatóak. A járás keleti részén a Tajgai vadvédelmi terület (Tajozsnij zakaznyik) 290 km²-en terül el a Perevalnaja völgyében. Errefelé nem ritka az usszuri tigris.

## Külső hivatkozások
- A Tajgai vadvédelmi terület (oroszul)